# Maria Teresa Pulido
Maria Teresa Pulido (Maó, 1 oktober 1974) is een Spaanse langeafstandsloopster, die gespecialiseerd is in de marathon. Ze werd Spaans kampioene in deze discipline. Ook nam ze eenmaal deel aan de Olympische Spelen, maar won hierbij geen medailles.

## Loopbaan
In 2003 werd Pulido derde op de marathon van Rotterdam in een persoonlijk record van 2:31.56. Op de Olympische Spelen van 2004 in Athene moest ze in 2:44.33 genoegen nemen met een 37e plaats. De Japanse Mizuki Noguchi won de olympische marathon bij de vrouwen in 2:26.20.
In 2007 won Maria Teresa Pulido de marathon van Vitoria in 2:36.17. Aangezien deze wedstrijd tevens dienstdeed als Spaans kampioenschap marathon, werd ze hierbij tevens nationaal kampioene op de klassieke afstand. In 2008 werd ze tweede op de marathon van Padua. Op 18 oktober 2009 nam ze deel aan de marathon van Amsterdam. Ze finishte hier op een vijfde plaats in 2:32.53. Deze wedstrijd werd gewonnen door de Ethiopische Eyerusalem Kuma, die met 2:27.43 bijna vijf minuten eerder over de finish kwam.
Pulido is aangesloten bij het Fila Team.

## Titels
- Spaans kampioene marathon - 2007

## Persoonlijke records
Baan
| Onderdeel | Prestatie | Datum | Plaats |
| --------- | --------- | ----- | ------ |
| 1500 m    | 4.35,33   | 2001  |        |
| 3000 m    | 9.39,46   | 2001  |        |
| 5000 m    | 16.27,83  | 2001  |        |
| 10.000 m  | 33.27,66  | 2002  |        |

Weg
| Onderdeel      | Prestatie | Datum         | Plaats    |
| -------------- | --------- | ------------- | --------- |
| halve marathon | 1:13.04   | 2001          |           |
| marathon       | 2:31.56   | 13 april 2003 | Rotterdam |

## Palmares

### 10 km
- 2002: 4e 10 km van Barcelona - 33.17

### 15 km
- 2002:  15 km van Porto - 53.38

### halve marathon
- 2002:  halve marathon van Azpeitia - 1:14.05
- 2004:  halve marathon van Azpeitia - 1:10.27
- 2005: 41e WK in Edmonton - 1:16.19

### marathon
- 2003:  marathon van Rotterdam - 2:31.56
- 2003: 31e WK - 2:34.37
- 2004: 37e OS - 2:44.33
- 2007:  Spaanse kamp. in Vitoria - 2:36.17 (1e overall)
- 2008:  marathon van Zaragoza - 2:33.07
- 2008:  marathon van Padua - 2:39.28
- 2009: 4e marathon van Madrid - 2:40.48
- 2009: 5e marathon van Amsterdam - 2:32.53